# 타네자키 아츠미
타네자키 아츠미(일본어: 種﨑 敦美 다네자키 아쓰미[*], 1990년 9월 27일 ~ )는 일본의 여성 성우. 도쿄배우생활협동조합 소속. 오이타현 출신.
트위터를 통해 성우 미야자키 유우와 결혼했다는 소식을 2023년 10월 2일에 전했다.

## 출연 작품

### 극장판 애니메이션
- 기동전사 건담: 섬광의 하사웨이 (2023년) - 메이스 플라워
- 극장판 SPY×FAMILY CODE: White (2023년) - 아냐 포저
- 극장판 울려라! 유포니엄: 앙상블 콘테스트 (2023년) - 요로이즈카 미조레 포저
- 청춘 돼지는 책가방 소녀의 꿈을 꾸지 않는다 (2023년) - 후타바 리오
- 데드데드 데몬즈 디디디디 디스트럭션: 파트1 (2024년) - 쿠리하라 키호
- 극장판 도라에몽: 진구의 그림이야기 (2025년) - 마일로